# کینگز گرنت (کارولینای شمالی)
کینگز گرنت (به انگلیسی: Kings Grant) شهری در ایالت کارولینای شمالی کشور ایالات متحده آمریکا است که جمعیت آن در سرشماری سال ۲۰۱۰ میلادی، ۸٬۱۱۳ نفر بوده‌است.